# Palacio de Gamazo
El Palacio de Gamazo se encuentra en el número 26 del calle Génova, en Madrid (España). Es una casa palacio tradicional construida por Ricardo Velázquez Bosco, quien trazó también los planos del palacio de Velázquez, en el parque del Retiro, para los Condes de Gamazo en 1888. 

## Historia
El inmueble, que fue proyectado en 1886, se levanta sobre unos terrenos ocupados antiguamente por la huerta del convento de las Salesas Reales y su fachada da a la calle Génova, calle del Marqués de la Ensenada y la posterior a la calle Orellana (linda con la Plaza de la Villa de París). Destaca por los dos colores de su fachada: el gris de la piedra y el rojo del ladrillo visto.
A mediados de la década de 1970 se encontraba en estado casi ruinoso, y se iniciaron trabajos de demolición. Estuvo a punto de ser derrumbado por completo, pero el encierro de unos estudiantes de arquitectura hizo que la demolición quedara suspendida. El edificio tenía incoado expediente para su declaración como monumento protegido y su derribo parcial generó un gran escándalo en los círculos culturales de la época. Finalmente el 2 de marzo de 1978 es declarado como monumento histórico-artístico de carácter nacional. 
En 1982, tras una profunda rehabilitación que duró dos años y fue dirigida por el arquitecto José Luis Picardo, el inmueble pasa a ser la sede de la sucursal en España del banco francés Société Générale. Posteriormente, fue adquirido por la sociedad filatélica Afinsa y trasladó aquí su sede central. Tras destaparse el escándalo de los sellos se produjo la intervención y liquidación de Afinsa —junto con Fórum Filatélico—, y en 2016 el edificio salió a subasta por 45 millones de euros con el objeto de cubrir las posibles responsabilidades civiles derivadas del proceso penal. El 20 de diciembre de 2016 la mutua Previsión Sanitaria Nacional adquirió el edificio para convertirlo en su sede central.